# Esgrima nos Jogos Olímpicos de Verão de 2004

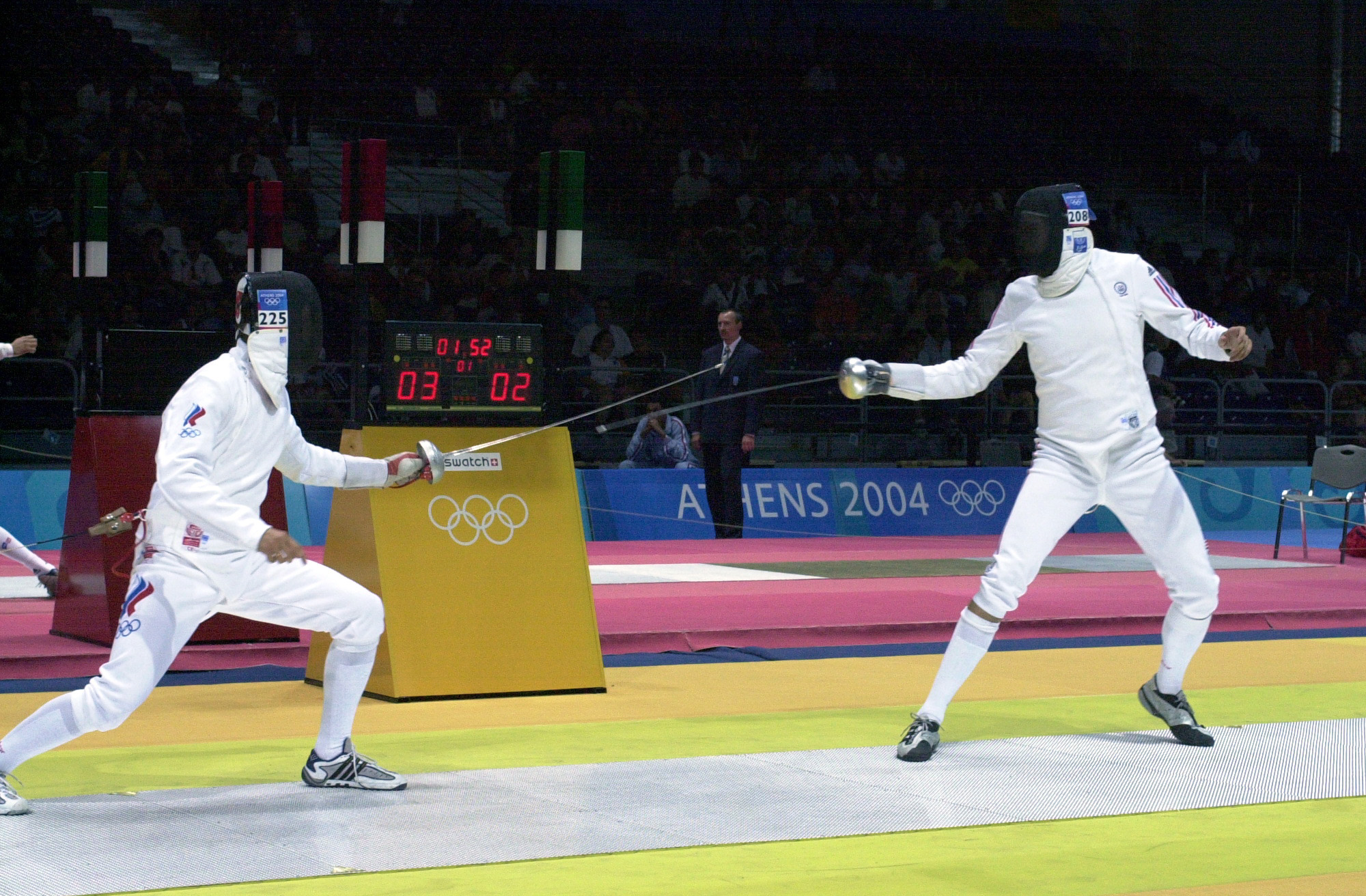
O russo Ivan Tourchine e o estadunidense Weston Kelsey em duelo pela segunda rodada do evento de Espada Individual masculino no Ginásio de Esgrima Helliniko em 17 de agosto de 2004

A esgrima nos Jogos Olímpicos de Verão de 2004 foi disputada no Complexo Olímpico Helliniko na cidade de Atenas.
Foram disputadas dez especialidades, tanto no individual como por equipes, masculino e feminino, de acordo com o tipo de arma: espada, florete e sabre. 
A esgrima é um dos quatro esportes que foram disputados em todas as edições dos Jogos Olímpicos da era moderna, e pela primeira vez foi ocorreu a disputa do sabre feminino.

## Eventos da esgrima
Masculino: Espada individual | Espada por equipes | Florete individual | Florete por equipes | Sabre individual | Sabre por equipes 

Feminino: Espada individual | Espada por equipes | Florete individual | Sabre individual

### Espada individual masculino
| Pos. | País         | Atletas        |
| ---- | ------------ | -------------- |
|      | Suíça (SUI)  | Marcel Fischer |
|      | China (CHN)  | Wang Lei       |
|      | Rússia (RUS) | Pavel Kolobkov |

Primeira fase:

- 12:00 Ahmed Nabil, EGY (15-6) Georges Ambalof, GRE
- 12:00 Siriroj Rathprasert, THA (15-13) Mohanad Saif El Din Sabry, EGY
- 12:00 Dmitriy Karuchenko, UKR (15-6) Abderrahmane Daidj, ALG
- 12:30 Alexandru Nyisztor, ROM (15-6) Bogdan Nikishin, UKR
- 12:30 Serguey Kotchetkov, RUS (15-6) Rami Assiam, MAR

Segunda fase:

- 13:00 Marcel Fischer, SUI (15-10) Ahmed Nabil, EGY
- 13:00 Érik Boisse, FRA (15-9) Siriroj Rathprasert, THA
- 13:00 Dmitriy Karuchenko, UKR (15-7) Christoph Marik, AUT
- 13:00 Igor Tourchine, RUS (15-11) Weston Kelsey, USA
- 13:30 Iván Kovács, HUN (15-6) Cody Mattern, USA
- 13:30 Daniel Strigel, GER (15-13) Géza Imre, HUN
- 13:30 Pavel Kolobkov, RUS (15-5) Seamus Robinson, AUS
- 13:30 Andrés Carillo Ayala, CUB (15-10) Hugues Obry, FRA
- 14:00 Silvio Fernández, VEN (15-13) Xie Yongjun, CHN
- 14:00 Lee Sang-Yup, KOR (15-11) Maksym Khvorost, UKR
- 14:00 Sven Schmid, GER (15-12) Jörg Fiedler, GER
- 14:00 Soren Thompson, USA (13-12) Paris Inostroza, CHI
- 14:30 Zhao Gang, CHN (15-9) Yasser Mahmoud, EGY
- 14:30 Fabrice Jeannet, FRA (15-11) Serguey Kotchetkov, RUS
- 14:30 Alfredo Rota, ITA (15-8) Alexandru Nyisztor, ROM
- 14:30 Wang Lei, CHN (15-10) Gábor Boczkó, HUN

Oitavas de final:

- 15:00 Marcel Fischer, SUI (15-7) Iván Kovács, HUN
- 15:00 Éric Boisse, FRA (15-11) Andrés Carillo Ayala, CUB
- 15:00 Daniel Strigel, GER (15-12) Dmitriy Karuchenko, UKR
- 15:00 Pavel Kolobkov, RUS (15-10) Igor Tourchine, RUS
- 15:30 Fabrice Jeannet, FRA (15-5) Lee Sang-Yup, KOR
- 15:30 Wang Lei, CHN (?-?) Sven Schmid, GER
- 15:30 Soren Thompson, USA (15-13) Alfredo Rota, ITA
- 15:30 Silvio Fernández, VEN (15-12) Gang Zhao, CHN

Quartas de final:

- 16:10 Marcel Fischer, SUI (15-13) Silvio Fernández, VEN
- 16:10 Éric Boisse, FRA (15-14) Fabrice Jeannet, FRA
- 16:10 Lei Wang, CHN (15-14) Daniel Strigel, GER
- 16:10 Pavel Kolobkov, RUS (15-11) Soren Thompson, USA

Semifinal:

- 19:25 Marcel Fischer, SUI (15-9) Éric Boisse, FRA
- 19:25 Wang Lei, CHN (15-10) Pavel Kolobkov, RUS

Disputa pelo bronze:

- 20:45 Pavel Kolobkov, RUS (15-8) Éric Boisse, FRA

Final:

- 21:35 Marcel Fischer, SUI (15-9) Wang Lei, CHN

### Espada individual feminino
| Pos. | País          | Atletas               |
| ---- | ------------- | --------------------- |
|      | Hungria (HUN) | Tímea Nagy            |
|      | França (FRA)  | Laura Flessel-Colovic |
|      | França (FRA)  | Maureen Nisima        |

Primeira fase:

- 10:00 Eimey Gómez Chivas, CUB (11-9) Catherine Dunette, CAN
- 10:00 Angela María Espinosa Toro, COL (15-8) Natalia Tychler, RSA
- 10:00 Ana Branza, ROM (15-14) Zahra Gamir, ALG
- 10:00 Niki Sidiropoulou, GRE (?-?) Aminata Ndong, SEN
- 10:30 Monique Kavelaars, CAN (14-8) Rachel Barlow, RSA
- 10:30 Megumi Harada, JPN (15-6) Kelly-Anne Wilson, RSA
- 10:30 Dimitra Magkandaki, GRE (15-8) Jessica Eliza Beer, NZL

Segunda fase:
- 11:00 Laura Flessel-Colovic, FRA (15-9) Eimey Gómez Chivas, CUB
- 11:00 Britta Heidemann, GER (15-3) Angela María Espinosa Toro, COL
- 11:00 Ana Branza, ROM (15-13) Adrienn Hormay, HUN
- 11:00 Claudia Bokel, GER (15-10) Niki Sidiropoulou, GRE
- 11:30 Hajnalka Kiraly Picot, FRA (11-7) Weiwei Shen, CHN
- 11:30 Ildikó Mincza-Nébald, HUN (15-7) Sonja Tol, NED
- 11:30 Zhang Li, CHN (10-9) Nadiya Kazimirchuk, UKR
- 11:30 Imke Duplitzer, GER (15-9) Kim Mi-jung, KOR
- 12:00 Tatiana Logounova, RUS (15-11) Kamara James, USA
- 12:00 Kim Hee-Jeong, KOR (9-7) Oxana Ermakova, RUS
- 12:00 Tímea Nagy, HUN (15-10) Anna Sivkova, RUS
- 12:00 Evelyn Halls, AUS (15-14) Lee Keum-Nam, KOR
- 12:30 Jeanne Hristou, GRE (15-13) Sherraine Mackay, CAN
- 12:30 Li Na, CHN (15-11) Monique Kavelaars, CAN
- 12:30 Cristiana Cascioli, ITA (15-14) Megumi Harada, JPN
- 12:30 Maureen Nisima, FRA (6-5) Dimitra Magkandaki, GRE

Oitavas de final
- 13:00 Laura Flessel-Colovic, FRA (15-9) Hajnalka Kiraly Picot, FRA
- 13:00 Ildikó Mincza-Nébald, HUN (11-10) Britta Heidemann, GER
- 13:00 Zhang Li, CHN (15-13) Ana Branza, ROM
- 13:00 Imke Duplitzer, GER (14-13) Claudia Bokel, GER
- 13:30 Jeanne Hristou, GRE (15-10) Tatiana Logounova, RUS
- 13:30 Tímea Nagy, HUN (15-13) Cristiana Cascioli, ITA
- 13:30 Maureen Nisima, FRA (15-10) Evelyn Halls, AUS
- 13:30 Kim Hee-Jeong, KOR (14-9) Li Na, CHN

Quartas de final
- 14:10 Laura Flessel-Colovic, FRA (15-13) Jeanne Hristou, GRE
- 14:10 Ildikó Mincza-Nébald, HUN (15-9) Hee-Jeong Kim, KOR
- 14:10 Tímea Nagy,HUN (8-7) Li Zhang, CHN
- 14:10 Maureen Nisima, FRA (15-14) Imke Duplitzer, GER

Semifinal
- 18:30 Laura Flessel-Colovic, FRA (15-14) Ildikó Mincza-Nébald, HUN
- 19:00 Tímea Nagy, HUN (15-14) Maureen Nisima, FRA

Disputa pelo bronze
- 19:30 Maureen Nisima, FRA (15-12) Ildikó Mincza-Nébald, HUN

Final
- 19:55 Tímea Nagy, HUN (15-10) Laura Flessel-Colovic, FRA

### Espada por equipes masculino
| Pos. | País           | Atletas                                                  |
| ---- | -------------- | -------------------------------------------------------- |
|      | França (FRA)   | Fabrice Jeannet Jérôme Jeannet Hugues Obry Éric Boisse   |
|      | Hungria (HUN)  | Krisztián Kulcsár Iván Kovács Gábor Boczkó Géza Imre     |
|      | Alemanha (GER) | Sven Schmid Jörg Fiedler Daniel Strigel Norman Ackermann |

#### Quartas de final
| 10:00 | Rússia             | 41 – 30 | Egito                     |
|       | Serguey Kotchetkov | 2 - 1   | Mohanad Saif El Din Sabry |
|       | Igor Tourchine     | 8 - 7   | Yasser Mahmoud            |
|       | Pavel Kolobkov     | 5 - 3   | Ahmed Nabil               |
|       | Igor Tourchine     | 3 - 1   | Mohanad Saif El Din Sabry |
|       | Serguey Kotchetkov | 2 - 1   | Ahmed Nabil               |
|       | Pavel Kolobkov     | 2 - 3   | Yasser Mahmoud            |
|       | Igor Tourchine     | 10 - 6  | Ahmed Nabil               |
|       | Pavel Kolobkov     | 2 - 1   | Mohanad Saif El Din Sabry |
|       | Serguey Kotchetkov | 7 - 7   | Yasser Mahmoud            |

| 10:00 | Ucrânia            | 34 – 38 | Hungria      |
|       | Maksym Khvorost    | 1 - 2   | Gábor Boczkó |
|       | Bogdan Nikishin    | 2 - 5   | Iván Kovács  |
|       | Dmitriy Karuchenko | 13 - 8  | Géza Imre    |
|       | Bogdan Nikishin    | 2 - 3   | Gábor Boczkó |
|       | Maksym Khvorost    | 8 - 7   | Géza Imre    |
|       | Dmitriy Karuchenko | 5 - 4   | Iván Kovács  |
|       | Bogdan Nikishin    | 1 - 1   | Géza Imre    |
|       | Dmitriy Karuchenko | 1 - 3   | Gábor Boczkó |
|       | Maksym Khvorost    | 2 - 7   | Iván Kovács  |

| 10:00 | Alemanha       | 39 – 32 | China       |
|       | Sven Schmid    | 4 - 2   | Wang Lei    |
|       | Daniel Strigel | 3 - 1   | Zhao Gang   |
|       | Jörg Fiedler   | 1 - 5   | Xie Yongjun |
|       | Daniel Strigel | 5 - 7   | Wang Lei    |
|       | Sven Schmid    | 4 - 2   | Xie Yongjun |
|       | Jörg Fiedler   | 1 - 0   | Zhao Gang   |
|       | Daniel Strigel | 6 - 6   | Xie Yongjun |
|       | Jörg Fiedler   | 1 - 1   | Wang Lei    |
|       | Sven Schmid    | 14 - 8  | Zhao Gang   |

| 10:00 | França          | 45 – 32 | Estados Unidos |
|       | Fabrice Jeannet | 5 - 2   | Weston Kelsey  |
|       | Érik Boisse     | 1 - 2   | Cody Mattern   |
|       | Hugues Obry     | 6 - 5   | Soren Thompson |
|       | Érik Boisse     | 6 - 3   | Weston Kelsey  |
|       | Fabrice Jeannet | 6 - 1   | Soren Thompson |
|       | Hugues Obry     | 3 - 2   | Cody Mattern   |
|       | Érik Boisse     | 7 - 10  | Soren Thompson |
|       | Hugues Obry     | 6 - 5   | Weston Kelsey  |
|       | Fabrice Jeannet | 5 - 2   | Cody Mattern   |

#### Semifinal
| 11:25 | Rússia             | 26 – 34 | Hungria           |
|       | Serguey Kotchetkov | 1 - 2   | Gábor Boczkó      |
|       | Igor Tourchine     | 7 - 6   | Iván Kovács       |
|       | Pavel Kolobkov     | 0 - 0   | Krisztián Kulcsár |
|       | Igor Tourchine     | 5 - 5   | Gábor Boczkó      |
|       | Serguey Kotchetkov | 0 - 0   | Krisztián Kulcsár |
|       | Pavel Kolobkov     | 1 - 4   | Iván Kovács       |
|       | Igor Tourchine     | 3 - 2   | Krisztián Kulcsár |
|       | Pavel Kolobkov     | 3 - 5   | Gábor Boczkó      |
|       | Serguey Kotchetkov | 6 - 10  | Iván Kovács       |

| 11:25 | Alemanha       | 44 – 45 | França          |
|       | Sven Schmid    | 2 - 1   | Hugues Obry     |
|       | Jörg Fiedler   | 5 - 9   | Fabrice Jeannet |
|       | Daniel Strigel | 2 - 5   | Jérôme Jeannet  |
|       | Jörg Fiedler   | 4 - 5   | Hugues Obry     |
|       | Sven Schmid    | 6 - 5   | Jérôme Jeannet  |
|       | Daniel Strigel | 7 - 5   | Fabrice Jeannet |
|       | Jörg Fiedler   | 5 - 3   | Jérôme Jeannet  |
|       | Daniel Strigel | 3 - 5   | Hugues Obry     |
|       | Sven Schmid    | 10 - 7  | Fabrice Jeannet |

#### Classificação 5º-8º lugar
| 11:25 | Egito                     | 36 – 45 | Ucrânia            |
|       | Yasser Mahmoud            | 5 - 4   | Bogdan Nikishin    |
|       | Ahmed Nabil               | 5 - 3   | Dmitriy Karuchenko |
|       | Mohanad Saif El Din Sabry | 4 - 3   | Maksym Khvorost    |
|       | Ahmed Nabil               | 5 - 8   | Bogdan Nikishin    |
|       | Yasser Mahmoud            | 4 - 7   | Vitaly Osharov     |
|       | Mohanad Saif El Din Sabry | 2 - 5   | Dmitriy Karuchenko |
|       | Ahmed Nabil               | 2 - 5   | Vitaly Osharov     |
|       | Mohanad Saif El Din Sabry | 5 - 5   | Bogdan Nikishin    |
|       | Yasser Mahmoud            | 4 - 5   | Dmitriy Karuchenko |

| 11:25 | China       | 36 – 45 | Estados Unidos |
|       | Wang Lei    | 4 - 5   | Cody Mattern   |
|       | Tuo Tong    | 3 - 5   | Weston Kelsey  |
|       | Xie Yongjun | 5 - 4   | Soren Thompson |
|       | Tuo Tong    | 0 - 2   | Cody Mattern   |
|       | Wang Lei    | 4 - 9   | Soren Thompson |
|       | Xie Yongjun | 7 - 3   | Weston Kelsey  |
|       | Tuo Tong    | 5 - 7   | Soren Thompson |
|       | Xie Yongjun | 8 - 5   | Cody Mattern   |
|       | Wang Lei    | 0 - 5   | Weston Kelsey  |

Disputa pelo 7º lugar:
| 12:50 | Egito                | 26 – 45 | China       |
|       | Yasser Mahmoud       | 5 - 2   | Wang Lei    |
|       | Ibrahim Abd El Rahim | 1 - 5   | Xie Yongjun |
|       | Ahmed Nabil          | 3 - 5   | Tuo Tong    |
|       | Ibrahim Abd El Rahim | 3 - 8   | Wang Lei    |
|       | Yasser Mahmoud       | 3 - 5   | Tuo Tong    |
|       | Ahmed Nabil          | 4 - 5   | Xie Yongjun |
|       | Ibrahim Abd El Rahim | 0 - 5   | Tuo Tong    |
|       | Ahmed Nabil          | 5 - 5   | Wang Lei    |
|       | Yasser Mahmoud       | 2 - 5   | Xie Yongjun |

Disputa pelo 5º lugar:
| 12:50 | Ucrânia            | 45 – 33 | Estados Unidos |
|       | Vitaly Osharov     | 5 - 1   | Cody Mattern   |
|       | Bogdan Nikishin    | 3 - 0   | Weston Kelsey  |
|       | Dmitriy Karuchenko | 4 - 3   | Joseph Viviani |
|       | Bogdan Nikishin    | 6 - 2   | Cody Mattern   |
|       | Vitaly Osharov     | 0 - 2   | Joseph Viviani |
|       | Dmitriy Karuchenko | 7 - 6   | Weston Kelsey  |
|       | Bogdan Nikishin    | 2 - 1   | Joseph Viviani |
|       | Dmitriy Karuchenko | 13 - 9  | Cody Mattern   |
|       | Vitaly Osharov     | 5 - 9   | Weston Kelsey  |

#### Disputa pelo bronze
| 18:30 | Rússia             | 29 – 37 | Alemanha       |
|       | Serguey Kotchetkov | 3 - 3   | Sven Schmid    |
|       | Igor Tourchine     | 2 - 4   | Jörg Fiedler   |
|       | Pavel Kolobkov     | 3 - 1   | Daniel Strigel |
|       | Igor Tourchine     | 8 - 6   | Sven Schmid    |
|       | Serguey Kotchetkov | 1 - 2   | Daniel Strigel |
|       | Pavel Kolobkov     | 0 - 1   | Jörg Fiedler   |
|       | Igor Tourchine     | 1 - 3   | Daniel Strigel |
|       | Pavel Kolobkov     | 5 - 5   | Sven Schmid    |
|       | Serguey Kotchetkov | 6 - 12  | Jörg Fiedler   |

#### Final
| 19:50 | França          | 43 – 32 | Hungria           |
|       | Fabrice Jeannet | 5 - 3   | Gábor Boczkó      |
|       | Jérôme Jeannet  | 3 - 2   | Krisztián Kulcsár |
|       | Hugues Obry     | 5 - 8   | Iván Kovács       |
|       | Jérôme Jeannet  | 1 - 1   | Gábor Boczkó      |
|       | Fabrice Jeannet | 4 - 3   | Iván Kovács       |
|       | Hugues Obry     | 1 - 1   | Krisztián Kulcsár |
|       | Jérôme Jeannet  | 2 - 0   | Iván Kovács       |
|       | Hugues Obry     | 6 - 5   | Gábor Boczkó      |
|       | Fabrice Jeannet | 16 - 9  | Krisztián Kulcsár |

### Espada por equipes feminino
| Pos. | País           | Atletas                                                                   |
| ---- | -------------- | ------------------------------------------------------------------------- |
|      | Rússia (RUS)   | Karina Aznavourian Oxana Ermakova Tatiana Logounova Anna Sivkova          |
|      | Alemanha (GER) | Claudia Bokel Imke Duplitzer Britta Heidemann                             |
|      | França (FRA)   | Sarah Daninthe Laura Flessel-Colovic Hajnalka Kiraly Picot Maureen Nisima |

#### Preliminar
| 10:00 | Grécia               | 45 – 20 | África do Sul     |
|       | Jeanne Hristou       | 4 - 2   | Natalia Tychler   |
|       | Dimitra Magkanoudaki | 1 - 2   | Rachel Barlow     |
|       | Niki Sidiropoulou    | 6 - 2   | Kelly-Anne Wilson |
|       | Dimitra Magkanoudaki | 0 - 1   | Natalia Tychler   |
|       | Jeanne Hristou       | 5 - 3   | Kelly-Anne Wilson |
|       | Niki Sidiropoulou    | 5 - 3   | Rachel Barlow     |
|       | Dimitra Magkanoudaki | 6 - 2   | Kelly-Anne Wilson |
|       | Niki Sidiropoulou    | 2 - 0   | Natalia Tychler   |
|       | Jeanne Hristou       | 5 - 0   | Rachel Barlow     |

#### Quartas de final
| 11:25 | Alemanha         | 45 – 20 | Grécia               |
|       | Claudia Bokel    | 0 - 2   | Niki Sidiropoulou    |
|       | Imke Duplitzer   | 0 - 4   | Jeanne Hristou       |
|       | Britta Heidemann | 4 - 4   | Dimitra Magkanoudaki |
|       | Imke Duplitzer   | 8 - 7   | Niki Sidiropoulou    |
|       | Claudia Bokel    | 2 - 1   | Dimitra Magkanoudaki |
|       | Britta Heidemann | 8 - 4   | Jeanne Hristou       |
|       | Imke Duplitzer   | 3 - 2   | Dimitra Magkanoudaki |
|       | Britta Heidemann | 6 - 7   | Niki Sidiropoulou    |
|       | Claudia Bokel    | 1 - 1   | Jeanne Hristou       |

| 11:25 | China       | 33 – 45 | França                |
|       | Li Na       | 2 - 3   | Laura Flessel-Colovic |
|       | Zhang Li    | 0 - 3   | Maureen Nisima        |
|       | Shen Weiwei | 0 - 4   | Hajnalka Kiraly Picot |
|       | Zhang Li    | 7 - 8   | Laura Flessel-Colovic |
|       | Li Na       | 3 - 7   | Hajnalka Kiraly Picot |
|       | Shen Weiwei | 2 - 5   | Maureen Nisima        |
|       | Zhang Li    | 7 - 5   | Hajnalka Kiraly Picot |
|       | Shen Weiwei | 6 - 5   | Laura Flessel-Colovic |
|       | Li Na       | 6 - 1   | Maureen Nisima        |

| 11:25 | Rússia            | 37 – 31 | Coreia do Sul |
|       | Tatiana Logounova | 5 - 3   | Lee Keum-Nam  |
|       | Oxana Ermakova    | 0 - 2   | Kim Hee-Jeong |
|       | Anna Sivkova      | 1 - 0   | Kim Mi-Jung   |
|       | Oxana Ermakova    | 4 - 3   | Lee Keum-Nam  |
|       | Tatiana Logounova | 7 - 8   | Kim Mi-Jung   |
|       | Anna Sivkova      | 1 - 1   | Kim Hee-Jeong |
|       | Oxana Ermakova    | 1 - 2   | Kim Mi-Jung   |
|       | Anna Sivkova      | 4 - 3   | Lee Keum-Nam  |
|       | Tatiana Logounova | 14 - 9  | Kim Hee-Jeong |

| 11:25 | Hungria              | 37 – 38 | Canadá            |
|       | Ildikó Mincza-Nébald | 3 - 1   | Monique Kavelaars |
|       | Adrienn Hormay       | 2 - 3   | Sherraine Mackay  |
|       | Tímea Nagy           | 1 - 4   | Julie Leprohon    |
|       | Adrienn Hormay       | 4 - 4   | Monique Kavelaars |
|       | Ildikó Mincza-Nébald | 8 - 6   | Julie Leprohon    |
|       | Tímea Nagy           | 0 - 1   | Sherraine Mackay  |
|       | Adrienn Hormay       | 6 - 7   | Julie Leprohon    |
|       | Tímea Nagy           | 3 - 3   | Monique Kavelaars |
|       | Ildikó Mincza-Nébald | 10 - 8  | Sherraine Mackay  |

#### Semifinal
| 12:50 | Alemanha         | 33 – 32 | França                |
|       | Imke Duplitzer   | 3 - 0   | Maureen Nisima        |
|       | Claudia Bokel    | 2 - 3   | Laura Flessel-Colovic |
|       | Britta Heidemann | 2 - 1   | Hajnalka Kiraly Picot |
|       | Claudia Bokel    | 1 - 2   | Hajnalka Kiraly Picot |
|       | Imke Duplitzer   | 4 - 4   | Laura Flessel-Colovic |
|       | Britta Heidemann | 3 - 2   | Salvatore Sanzo       |
|       | Claudia Bokel    | 3 - 4   | Hajnalka Kiraly Picot |
|       | Britta Heidemann | 0 - 1   | Maureen Nisima        |
|       | Imke Duplitzer   | 14 - 15 | Laura Flessel-Colovic |

| 12:50 | Rússia            | 25 – 18 | Canadá            |
|       | Tatiana Logounova | 1 - 0   | Monique Kavelaars |
|       | Oxana Ermakova    | 4 - 3   | Sherraine Mackay  |
|       | Anna Sivkova      | 1 - 3   | Julie Leprohon    |
|       | Oxana Ermakova    | 3 - 0   | Monique Kavelaars |
|       | Tatiana Logounova | 0 - 2   | Julie Leprohon    |
|       | Anna Sivkova      | 2 - 1   | Sherraine Mackay  |
|       | Oxana Ermakova    | 0 - 1   | Julie Leprohon    |
|       | Anna Sivkova      | 2 - 3   | Monique Kavelaars |
|       | Tatiana Logounova | 12 - 5  | Sherraine Mackay  |

#### Classificação 5º-8º lugar
| 12:50 | China         | 29 – 18 | Grécia               |
|       | Shen Weiwei   | 5 - 2   | Niki Sidiropoulou    |
|       | Zhong Weiping | 1 - 6   | Jeanne Hristou       |
|       | Li Na         | 1 - 0   | Dimitra Magkanoudaki |
|       | Zhong Weiping | 3 - 3   | Niki Sidiropoulou    |
|       | Shen Weiwei   | 3 - 0   | Dimitra Magkanoudaki |
|       | Li Na         | 3 - 1   | Jeanne Hristou       |
|       | Zhong Weiping | 2 - 3   | Dimitra Magkanoudaki |
|       | Li Na         | 7 - 1   | Niki Sidiropoulou    |
|       | Shen Weiwei   | 4 - 6   | Jeanne Hristou       |

| 12:50 | Hungria              | 40 – 33 | Coreia do Sul |
|       | Adrienn Hormay       | 1 - 3   | Kim Hee-Jeong |
|       | Hajnalka Tóth        | 4 - 3   | Lee Keum-Nam  |
|       | Ildikó Mincza-Nébald | 5 - 1   | Kim Mi-Jung   |
|       | Hajnalka Tóth        | 6 - 4   | Kim Hee-Jeong |
|       | Adrienn Hormay       | 1 - 2   | Kim Mi-Jung   |
|       | Ildikó Mincza-Nébald | 3 - 3   | Lee Keum-Nam  |
|       | Hajnalka Tóth        | 0 - 2   | Kim Mi-Jung   |
|       | Ildikó Mincza-Nébald | 0 - 0   | Kim Hee-Jeong |
|       | Adrienn Hormay       | 20 - 15 | Lee Keum-Nam  |

Disputa pelo 7º lugar:
| 14:15 | Coreia do Sul | 44 – 30 | Grécia               |
|       | Kim Hee-Jeong | 4 - 4   | Niki Sidiropoulou    |
|       | Go Jung Nam   | 4 - 1   | Jeanne Hristou       |
|       | Lee Keum-Nam  | 3 - 1   | Dimitra Magkanoudaki |
|       | Go Jung Nam   | 4 - 2   | Niki Sidiropoulou    |
|       | Kim Hee-Jeong | 4 - 4   | Dimitra Magkanoudaki |
|       | Lee Keum-Nam  | 3 - 3   | Jeanne Hristou       |
|       | Go Jung Nam   | 5 - 1   | Dimitra Magkanoudaki |
|       | Lee Keum-Nam  | 8 - 9   | Niki Sidiropoulou    |
|       | Kim Hee-Jeong | 9 - 5   | Jeanne Hristou       |

Disputa pelo 5º lugar:
| 14:15 | China         | 31 – 32 | Hungria              |
|       | Shen Weiwei   | 5 - 2   | Ildikó Mincza-Nébald |
|       | Zhong Weiping | 5 - 4   | Adrienn Hormay       |
|       | Li Na         | 2 - 2   | Hajnalka Tóth        |
|       | Zhong Weiping | 4 - 7   | Ildikó Mincza-Nébald |
|       | Shen Weiwei   | 1 - 3   | Hajnalka Tóth        |
|       | Li Na         | 2 - 3   | Adrienn Hormay       |
|       | Zhong Weiping | 0 - 2   | Hajnalka Tóth        |
|       | Li Na         | 4 - 3   | Ildikó Mincza-Nébald |
|       | Shen Weiwei   | 8 - 5   | Adrienn Hormay       |

#### Disputa pelo bronze
| 18:30 | França                | 45 – 37 | Canadá            |
|       | Maureen Nisima        | 4 - 1   | Monique Kavelaars |
|       | Hajnalka Kiraly Picot | 2 - 3   | Sherraine Mackay  |
|       | Laura Flessel-Colovic | 3 - 0   | Julie Leprohon    |
|       | Hajnalka Kiraly Picot | 7 - 3   | Monique Kavelaars |
|       | Maureen Nisima        | 4 - 1   | Julie Leprohon    |
|       | Laura Flessel-Colovic | 10 - 11 | Sherraine Mackay  |
|       | Hajnalka Kiraly Picot | 1 - 5   | Julie Leprohon    |
|       | Laura Flessel-Colovic | 9 - 7   | Monique Kavelaars |
|       | Sarah Daninthe        | 5 - 6   | Sherraine Mackay  |

#### Final
| 19:50 | Rússia             | 34 – 28 | Alemanha         |
|       | Tatiana Logounova  | 2 - 0   | Imke Duplitzer   |
|       | Karina Aznavourian | 2 - 1   | Britta Heidemann |
|       | Oxana Ermakova     | 1 - 0   | Claudia Bokel    |
|       | Karina Aznavourian | 3 - 0   | Imke Duplitzer   |
|       | Tatiana Logounova  | 1 - 2   | Claudia Bokel    |
|       | Oxana Ermakova     | 7 - 6   | Britta Heidemann |
|       | Karina Aznavourian | 1 - 4   | Claudia Bokel    |
|       | Oxana Ermakova     | 3 - 3   | Imke Duplitzer   |
|       | Tatiana Logounova  | 14 - 2  | Britta Heidemann |

### Florete individual masculino
| Pos. | País         | Atletas         |
| ---- | ------------ | --------------- |
|      | França (FRA) | Brice Guyart    |
|      | Itália (ITA) | Salvatore Sanzo |
|      | Itália (ITA) | Andrea Cassarà  |

Primeira fase

- 10:00 Jonathan Tiomkin, USA (15-10) Maher Ben Aziza, TUN
- 10:00 Sofiane El Azizi, ALG (15-14) Jedediah Dupree, USA
- 10:00 Joshua McGuire, CAN (15-14) Lau Kwok Kin, HKG
- 10:00 Carlos Eduardo Rodríguez, VEN (15-7) Mostafa Anwar, EGY

Segunda fase
- 10:30 Park Hee Kyung, KOR (15-13) André Wessels, GER
- 10:30 Peter Joppich, GER (15-10) Mostafa Nagaty, EGY
- 10:30 Erwan Le Pechoux, FRA (15-9) Dong Zhaozhi, CHN
- 10:30 Wu Hanxiong, CHN (15-8) Frank Bartolillo, AUS
- 11:00 Andrea Cassarà, ITA (15-3) Jonathan Tiomkin, USA
- 11:00 Choi Byung-Chul, KOR (15-12) Rouslan Nassiboulline, RUS
- 11:00 Simone Vanni, ITA (15-10) Joshua McGuire, CAN
- 11:00 Tamer Mohamed Tahoun, EGY (15-14) João Gomes, POR
- 11:30 Richard Kruse, GBR (15-11) Wang Haibin, CHN
- 11:30 Loïc Attelly, FRA (15-14) Roland Schlosser, AUT
- 11:30 Yuki Ota, JPN (15-9) Edgar Chumacero, MEX
- 11:30 Ha Chang-Duk, KOR (15-13) Youri Moltchan, RUS
- 12:00 Dan Kellner, USA (15-12) Cedric Gohy, BEL
- 12:00 Brice Guyart, FRA (15-3) Sofiane El Azizi, ALG
- 12:00 Renal Ganeev, RUS (15-11) Ralf Bißdorf, GER
- 12:00 Salvatore Sanzo, ITA (15-7) Carlos Eduardo Rodríguez, VEN

Oitavas de final
- 12:30 Andrea Cassarà, ITA (15-13) Park Hee-Kyung, KOR
- 12:30 Peter Joppich, GER (15-10) Choi Byung-Chul, KOR
- 12:30 Simone Vanni, ITA (15-8) Erwan Le Pechoux, FRA
- 12:30 Wu Hanxiong Wu, CHN (15-8) Tamer Mohamed Tahoun, EGY
- 13:00 Richard Kruse, GBR (15-14) Dan Kellner, USA
- 13:00 Brice Guyart, FRA (15-4) Loïc Attelly, FRA
- 13:00 Renal Ganeev, RUS (15-8) Yuki Ota, JPN
- 13:00 Salvatore Sanzo, ITA (15-6) Ha Chang-Duk, KOR

Quartas de final
- 13:40 Andrea Cassarà, ITA (15-8) Richard Kruse, GBR
- 13:40 Brice Guyart, FRA (15-12) Peter Joppich, GER
- 13:40 Renal Ganeev, RUS (15-14) Simone Vanni, ITA
- 13:40 Salvatore Sanzo, ITA (15-10) Hanxiong Wu, CHN

Semifinal
- 18:30 Brice Guyart, FRA (15-14) Andrea Cassara, ITA
- 19:00 Salvatore Sanzo, ITA (15-12) Renal Ganeev, RUS

Disputa pelo bronze
- 19:30 Andrea Cassarà, ITA (15-12) Renal Ganeev, RUS

Final
- 19:55 Brice Guyart, FRA (15-13) Salvatore Sanzo, ITA

### Florete individual feminino
| Pos. | País          | Atletas           |
| ---- | ------------- | ----------------- |
|      | Itália (ITA)  | Valentina Vezzali |
|      | Itália (ITA)  | Giovanna Trillini |
|      | Polônia (POL) | Sylwia Gruchała   |

Primeira fase:

- 10:30 Chieko Sugawara, JPN (15-6) Alejandra Carbone, ARG
- 10:30 Svetlana Boiko, RUS (13-7) Shaimaa El Gammal, EGY
- 10:30 Simone Bauer, GER (15-10) Ayelet Ohayon, ISR
- 10:30 Adeline Wuillème, FRA (15-4) Vita Siltchenko, BLR
- 10:30 Ekaterina Youcveva, RUS (15-4) Maria Rentoumi, GRE
- 11:00 Gabriella Varga, HUN (15-3) Chang Ying Man, HKG
- 11:00 Nam Hyun-Hee, KOR (15-6) Maria Julia de Castro Herklotz, BRA
- 11:00 Meng Jie, CHN (15-12) Wassila Redouane Said-Guerni, ALG
- 11:00 Mariana González, VEN (14-12) Erinn Smart, USA

Oitavas de final:
- 11:30 Giovanna Trillini, ITA (15-2) Chieko Sugawara, JPN
- 11:30 Aida Mohamed, HUN (14-9) Ekaterina Youcveva, RUS
- 11:30 Sylwia Gruchała, POL (15-9) Simone Bauer, GER
- 11:30 Adeline Wuillème, FRA (15-9) Margherita Granbassi, ITA
- 12:00 Gabriella Varga, HUN (15-9) Svetlana Boiko, RUS
- 12:00 Nam Hyun-Hee, KOR (15-7) Roxana Scarlat, ROM
- 12:00 Laura Cârlescu Badea, ROM (15-11) Meng Jie, CHN
- 12:00 Valentina Vezzali, ITA (15-4) Mariana González, VEN

Quartas de final:
- 12:40 Giovanna Trillini, ITA (15-11) Gabriella Varga, HUN
- 12:40 Aida Mohamed, HUN (15-5) Nam Hyun-Hee, KOR
- 12:40 Sylwia Gruchała, POL (15-7) Laura Cârlescu Badea, ROM
- 12:40 Valentina Vezzali, ITA (15-8) Adeline Wuillème, FRA

Semi-final:
- 18:30 Giovanna Trillini, ITA (15-7) Aida Mohamed, HUN
- 19:00 Valentina Vezzali, ITA (15-13) Sylwia Gruchała, POL

Disputa pelo bronze:
- 19:30 Sylwia Gruchała, POL (15-9) Aida Mohamed, HUN

Final:
- 19:55 Valentina Vezzali, ITA (15-11) Giovanna Trillini, ITA

### Florete por equipes masculino
| Pos. | País       | Atletas                                                                  |
| ---- | ---------- | ------------------------------------------------------------------------ |
|      | ITA Itália | Andrea Cassarà Salvatore Sanzo Simone Vanni Matteo Zennaro               |
|      | CHN China  | Dong Zhaozhi Wang Haibin Wu Hanxiong Ye Chong                            |
|      | RUS Rússia | Renal Ganeev Youri Moltchan Rouslan Nassiboulline Viatcheslav Pozdniakov |

#### Quartas de final
| 10:00 | Itália          | 45 – 20 | Egito                |
|       | Salvatore Sanzo | 5 - 1   | Mostafa Nagaty       |
|       | Simone Vanni    | 5 - 1   | Tamer Mohamed Tahoun |
|       | Andrea Cassarà  | 5 - 0   | Mostafa Anwar        |
|       | Simone Vanni    | 5 - 4   | Mostafa Nagaty       |
|       | Salvatore Sanzo | 5 - 2   | Mostafa Anwar        |
|       | Andrea Cassarà  | 5 - 4   | Tamer Mohamed Tahoun |
|       | Simone Vanni    | 5 - 4   | Mostafa Anwar        |
|       | Andrea Cassarà  | 5 - 0   | Mostafa Nagaty       |
|       | Salvatore Sanzo | 5 - 4   | Tamer Mohamed Tahoun |

| 10:00 | Rússia                | 45 – 38 | França           |
|       | Youri Moltchan        | 2 - 5   | Loïc Attelly     |
|       | Rouslan Nassiboulline | 2 - 5   | Brice Guyart     |
|       | Renal Ganeev          | 3 - 3   | Erwan Le Pechoux |
|       | Rouslan Nassiboulline | 4 - 6   | Erwan Le Pechoux |
|       | Youri Moltchan        | 12 - 6  | Loïc Attelly     |
|       | Renal Ganeev          | 7 - 2   | Brice Guyart     |
|       | Rouslan Nassiboulline | 2 - 5   | Erwan Le Pechoux |
|       | Renal Ganeev          | 8 - 5   | Loïc Attelly     |
|       | Youri Moltchan        | 5 - 1   | Brice Guyart     |

| 10:00 | Coreia do Sul   | 36 – 45 | China        |
|       | Ha Chang-Duk    | 4 - 5   | Dong Zhaozhi |
|       | Park Hee-Kyung  | 1 - 5   | Wang Haibin  |
|       | Choi Byung-Chul | 3 - 2   | Wu Hanxiong  |
|       | Park Hee-Kyung  | 4 - 4   | Dong Zhaozhi |
|       | Ha Chang-Duk    | 4 - 9   | Wu Hanxiong  |
|       | Choi Byung-Chul | 8 - 4   | Wang Haibin  |
|       | Park Hee-Kyung  | 4 - 6   | Wu Hanxiong  |
|       | Choi Byung-Chul | 3 - 3   | Dong Zhaozhi |
|       | Ha Chang-Duk    | 5 - 7   | Wang Haibin  |

| 10:00 | Estados Unidos   | 45 – 32 | Alemanha      |
|       | Dan Kellner      | 5 - 2   | Peter Joppich |
|       | Jonathan Tiomkin | 5 - 6   | André Wessels |
|       | Jedediah Dupree  | 5 - 2   | Ralf Bißdorf  |
|       | Jonathan Tiomkin | 5 - 1   | Peter Joppich |
|       | Dan Kellner      | 5 - 8   | Ralf Bißdorf  |
|       | Jedediah Dupree  | 5 - 3   | André Wessels |
|       | Jonathan Tiomkin | 5 - 4   | Ralf Bißdorf  |
|       | Jedediah Dupree  | 4 - 14  | Peter Joppich |
|       | Dan Kellner      | 6 - 3   | André Wessels |

#### Semifinal
| 11:25 | Rússia                 | 27 – 45 | Itália          |
|       | Youri Moltchan         | 2 - 5   | Andrea Cassarà  |
|       | Renal Ganeev           | 8 - 4   | Salvatore Sanzo |
|       | Rouslan Nassiboulline  | 2 - 6   | Simone Vanni    |
|       | Renal Ganeev           | 4 - 5   | Andrea Cassarà  |
|       | Youri Moltchan         | 0 - 5   | Simone Vanni    |
|       | Viatcheslav Pozdniakov | 3 - 5   | Salvatore Sanzo |
|       | Renal Ganeev           | 3 - 5   | Simone Vanni    |
|       | Viatcheslav Pozdniakov | 3 - 5   | Andrea Cassarà  |
|       | Youri Moltchan         | 2 - 5   | Salvatore Sanzo |

| 11:25 | Estados Unidos   | 35 – 45 | China        |
|       | Dan Kellner      | 3 - 5   | Dong Zhaozhi |
|       | Jonathan Tiomkin | 7 - 3   | Wang Haibin  |
|       | Jedediah Dupree  | 4 - 7   | Wu Hanxiong  |
|       | Jonathan Tiomkin | 3 - 5   | Dong Zhaozhi |
|       | Dan Kellner      | 4 - 5   | Wu Hanxiong  |
|       | Jedediah Dupree  | 4 - 5   | Wang Haibin  |
|       | Jonathan Tiomkin | 7 - 5   | Wu Hanxiong  |
|       | Jedediah Dupree  | 0 - 5   | Dong Zhaozhi |
|       | Dan Kellner      | 3 - 5   | Wang Haibin  |

#### Classificação 5º-8º lugar
| 11:25 | França             | 45 – 32 | Egito                |
|       | Loïc Attelly       | 5 - 2   | Mostafa Nagaty       |
|       | Jean-Noël Ferrarri | 5 - 5   | Tamer Mohamed Tahoun |
|       | Brice Guyart       | 5 - 6   | Tarek Madgy          |
|       | Jean-Noël Ferrarri | 5 - 1   | Mostafa Nagaty       |
|       | Loïc Attelly       | 5 - 1   | Tarek Madgy          |
|       | Brice Guyart       | 5 - 7   | Tamer Mohamed Tahoun |
|       | Jean-Noël Ferrarri | 5 - 1   | Tarek Madgy          |
|       | Brice Guyart       | 5 - 5   | Mostafa Nagaty       |
|       | Loïc Attelly       | 5 - 4   | Tamer Mohamed Tahoun |

| 11:25 | Coreia do Sul   | 36 – 45 | Alemanha      |
|       | Choi Byung-Chul | 5 - 3   | Ralf Bißdorf  |
|       | Park Hee-Kyung  | 2 - 7   | Peter Joppich |
|       | Ha Chang-Duk    | 6 - 5   | André Wessels |
|       | Park Hee-Kyung  | 4 - 5   | Ralf Bißdorf  |
|       | Choi Byung-Chul | 2 - 5   | André Wessels |
|       | Ha Chang-Duk    | 5 - 5   | Peter Joppich |
|       | Park Hee-Kyung  | 0 - 5   | André Wessels |
|       | Ha Chang-Duk    | 12 - 5  | Ralf Bißdorf  |
|       | Choi Byung-Chul | 4 - 5   | Peter Joppich |

Disputa pelo 7º lugar:
| 12:50 | Coreia do Sul   | 45 – 35 | Egito                |
|       | Choi Byung-Chul | 5 - 3   | Mostafa Nagaty       |
|       | Ha Chang-Duk    | 5 - 4   | Tamer Mohamed Tahoun |
|       | Kim Woon-Sung   | 5 - 1   | Tarek Madgy          |
|       | Ha Chang-Duk    | 5 - 5   | Mostafa Nagaty       |
|       | Choi Byung-Chul | 5 - 4   | Tarek Madgy          |
|       | Kim Woon-Sung   | 5 - 3   | Tamer Mohamed Tahoun |
|       | Ha Chang-Duk    | 5 - 3   | Tarek Madgy          |
|       | Kim Woon-Sung   | 5 - 3   | Mostafa Nagaty       |
|       | Choi Byung-Chul | 5 - 9   | Tamer Mohamed Tahoun |

Disputa pelo 5º lugar:
| 12:50 | França             | 45 – 38 | Alemanha      |
|       | Loïc Attelly       | 5 - 2   | André Wessels |
|       | Jean-Noël Ferrarri | 5 - 1   | Peter Joppich |
|       | Brice Guyart       | 5 - 4   | Simon Senft   |
|       | Jean-Noël Ferrarri | 5 - 8   | André Wessels |
|       | Loïc Attelly       | 5 - 3   | Simon Senft   |
|       | Brice Guyart       | 5 - 4   | Peter Joppich |
|       | Jean-Noël Ferrarri | 5 - 7   | Simon Senft   |
|       | Brice Guyart       | 5 - 4   | André Wessels |
|       | Loïc Attelly       | 5 - 5   | Peter Joppich |

#### Disputa pelo bronze
| 18:30 | Estados Unidos   | 38 – 45 | Rússia                 |
|       | Dan Kellner      | 5 - 4   | Renal Ganeev           |
|       | Jonathan Tiomkin | 5 - 4   | Youri Moltchan         |
|       | Jedediah Dupree  | 3 - 7   | Viatcheslav Pozdniakov |
|       | Jonathan Tiomkin | 7 - 4   | Renal Ganeev           |
|       | Dan Kellner      | 4 - 6   | Viatcheslav Pozdniakov |
|       | Jedediah Dupree  | 5 - 5   | Youri Moltchan         |
|       | Jonathan Tiomkin | 3 - 5   | Viatcheslav Pozdniakov |
|       | Jedediah Dupree  | 5 - 5   | Renal Ganeev           |
|       | Dan Kellner      | 1 - 5   | Youri Moltchan         |

#### Final
| 19:50 | Itália          | 45 – 42 | China        |
|       | Salvatore Sanzo | 2 - 5   | Ye Chong     |
|       | Simone Vanni    | 8 - 2   | Dong Zhaozhi |
|       | Andrea Cassarà  | 3 - 8   | Wu Hanxiong  |
|       | Simone Vanni    | 7 - 3   | Ye Chong     |
|       | Salvatore Sanzo | 5 - 2   | Wu Hanxiong  |
|       | Andrea Cassarà  | 5 - 3   | Dong Zhaozhi |
|       | Simone Vanni    | 5 - 7   | Wu Hanxiong  |
|       | Andrea Cassarà  | 5 - 4   | Ye Chong     |
|       | Salvatore Sanzo | 5 - 8   | Dong Zhaozhi |

### Sabre individual masculino
| Pos. | País          | Atletas           |
| ---- | ------------- | ----------------- |
|      | Itália (ITA)  | Aldo Montano      |
|      | Hungria (HUN) | Zsolt Nemcsik     |
|      | Ucrânia (UKR) | Vladislav Tretiak |

#### Primeira fase
- 10:00 Renzo Agresta, BRA (15-14) Mohamed Rebai, TUN
- 10:00 Hung Yaojiang, CHN (15-6) Bernaoui Nassim Islam, ALG
- 10:20 Zhou Hanming, CHN (15-10) Jason Dourakos, GRE
- 10:00 Candido Alberto Maya Camejo, CUB (15-13) Sorel-Arthur Kembe, COG
- 10:20 Constantine Manetas, GRE (15-10) Raouf Salim Bernaoui, ALG
- 10:00 Chen Feng, CHN (15-3) Benchehima Reda, ALG
- 10:20 Masashi Nagara, JPN (15-8) Marios Basmatzian, GRE

#### Segunda fase
- 10:40 Vladimir Lukashenko, UKR (15-14) Renzo Agresta, BRA
- 11:00 Wiradech Kothny, THA (15-13) Fernando Medina, ESP
- 11:20 Vladislav Tretiak, UKR (15-12) Balazs Lengyel, HUN
- 11:40 Luigi Tarantino, ITA (15-3) Jason Rogers, USA
- 10:40 Zsolt Nemcsik, HUN (15-12) Haung Yaojiang, CHN
- 11:00 Domonkos Ferjancsik, HUN (15-8) Michel Boulos, CAN
- 11:20 Rafał Sznajder, POL (15-14) Damien Touya, FRA
- 11:40 Mihai Couvaliu, ROM (15-10) Zhou Hanming, CHN
- 10:40 Serguei Charikov, RUS (15-9) Candido Alberto Maya Camejo, CUB
- 11:00 Julien Pillet, FRA (15-13) Oh Eun-Seok, KOR
- 11:20 Keeth Smart, USA (15-11) Gael Touya, FRA
- 11:40 Aldo Montano, ITA (15-9) Constantine Manetas, GRE
- 10:40 Dmitri Lapkes, BLR (15-9) Feng Chen, CHN
- 11:00 Vladimir Kalujny, UKR (15-10) Alexei Diatchenko, RUS
- 11:20 Ivan Lee, USA (15-9) Gianpiero Pastore, ITA
- 11:40 Stanislav Pozdniakov, RUS (15-9) Masashi Nagara, JPN

#### Oitavas de final
- 12:00 Vladimir Lukashenko, UKR (15-11) Wiradech Kothny, THA
- 12:20 Vladislav Tretiak, UKR (15-8) Luigi Tarantino, ITA
- 12:00 Zsolt Nemcsik, HUN (15-11) Domonkos Ferjancsik, HUN
- 12:20 Mihai Couvaliu, ROM (15-9) Rafał Sznajder, POL
- 12:00 Serguei Charikov, RUS (15-11) Julien Pillet, FRA
- 12:20 Aldo Montano, ITA (15-7) Keeth Smart, USA
- 12:00 Dmitri Lapkes, BLR (15-9) Vladimir Kalujny, UKR
- 12:20 Stanislav Pozdniakov, RUS (15-9) Ivan Lee, USA

#### Quartas de final
- 12:50 Vladislav Tretiak, UKR (15-12) Vladimir Lukashenko, UKR
- 12:50 Zsolt Nemcsik, HUN (15-14) Mihai Couvaliu, ROM
- 12:50 Aldo Montano, ITA (15-13) Serguei Charikov, RUS
- 12:50 Dmitri Lapkes, BLR (15-9) Stanislav Pozdniakov, RUS

#### Semifinal
- 18:30 Zsolt Nemcsik, HUN (15-11) Vladislav Tretiak, UKR
- 18:50 Aldo Montano, ITA (15-6) Dmitri Lapkes, BLR

#### Disputa pelo bronze
- 19:20 Vladislav Tretiak, UKR (15-11) Dmitri Lapkes, BLR

#### Final
- 19:40 Aldo Montano, ITA (15-14) Zsolt Nemcsik, HUN

### Sabre individual feminino
| Pos. | País                 | Atletas        |
| ---- | -------------------- | -------------- |
|      | Estados Unidos (USA) | Mariel Zagunis |
|      | China (CHN)          | Tan Xue        |
|      | Estados Unidos (USA) | Sada Jacobson  |

Primeira fase:

- 10:00 Ana Faez Miclin, CUB (15-13) Lee Shin-Mi, KOR
- 10:00 Cecile Argiolas, FRA (15-9) Darya Nedeshkowskaia, UKR
- 10:00 Madoka Hisage, JPN (15-14) Orsolya Nagy, HUN
- 10:00 Catalina Georghitoaia, ROM (15-6) Nafi Toure, SEN
- 10:20 Emily Jacobson, USA (15-11) Chow Tsz-Ki, HKG
- 10:20 Louise Bond-Williams, GBR (15-13) Susanne Koenig, GER
- 10:20 Elena Jemayeva, AZE (15-8) Elora Pattaro, BRA
- 10:20 Zhang Ying, CHN (15-9) Alejandra Benítez, VEN

Oitavas de final:

- 10:40 Sada Jacobson, USA (15-4) Ana Faez Miclin, CUB
- 10:40 Tan Xue, CHN (15-11) Cecile Argiolas, FRA
- 10:40 Mariel Zagunis, USA (15-13) Madoka Hisage, JPN
- 10:40 Catalina Georghitoaia, ROM (15-12) Aleksandra Socha, POL
- 11:00 Léonore Perrus, FRA (15-13) Emily Jacobson, USA
- 11:00 Elena Jemayeva, AZE (15-6) Gioia Marzocca, ITA
- 11:00 Elena Netchaeva, RUS (15-12) Louise Bond-Williams, GBR
- 11:00 Zhang Ying, CHN (15-12) Anne-Lise Touya, FRA

Quartas de final:

- 11:30 Sada Jacobson, USA (15-11) Léonore Perrus, FRA
- 11:30 Xue Tan, CHN (15-7) Elena Netchaeva, RUS
- 11:30 Mariel Zagunis, USA (15-11) Elena Jemayeva, AZE
- 11:30 Catalina Georghitoaia, ROM (15-13) Ying Zhang, CHN

Semifinal:

- 18:30 Tan Xue, CHN (15-12) Sada Jacobson, USA (15-12)
- 18:50 Mariel Zagunis, USA (15-7) Catalina Georghitoaia, ROM

Disputa pelo bronze:

- 20:25 Sada Jacobson, USA (15-7) Catalina Georghitoaia, ROM

Final:

- 21:15 Mariel Zagunis, USA (15-9) Tan Xue, CHN

### Sabre por equipes masculino
| Pos. | País         | Atletas                                                                  |
| ---- | ------------ | ------------------------------------------------------------------------ |
|      | França (FRA) | Julien Pillet Damien Touya Gaël Touya                                    |
|      | Itália (ITA) | Aldo Montano Gianpiero Pastore Luigi Tarantino                           |
|      | Rússia (RUS) | Serguei Charikov Alexei Diatchenko Stanislav Pozdniakov Alexei Yakimenko |

#### Preliminar
| 10:00 | Argélia               | 25 – 45 | Grécia              |
|       | Raouf Salim Bernaoui  | 2 - 5   | Marios Basmatzian   |
|       | Nassim Islam Bernaoui | 2 - 5   | Constantine Manetas |
|       | Reda Benchehima       | 2 - 5   | Jason Dourakos      |
|       | Nassim Islam Bernaoui | 2 - 5   | Marios Basmatzian   |
|       | Raouf Salim Bernaoui  | 2 - 5   | Jason Dourakos      |
|       | Reda Benchehima       | 4 - 5   | Constantine Manetas |
|       | Nassim Islam Bernaoui | 3 - 5   | Jason Dourakos      |
|       | Reda Benchehima       | 3 - 5   | Marios Basmatzian   |
|       | Raouf Salim Bernaoui  | 5 - 5   | Constantine Manetas |

#### Quartas de final
| 11:15 | Grécia              | 22 – 45 | Rússia               |
|       | Constantine Manetas | 5 - 4   | Serguei Charikov     |
|       | Jason Dourakos      | 3 - 6   | Stanislav Pozdniakov |
|       | Marios Basmatzian   | 3 - 5   | Alexei Diatchenko    |
|       | Jason Dourakos      | 0 - 5   | Serguei Charikov     |
|       | Constantine Manetas | 2 - 5   | Alexei Diatchenko    |
|       | Marios Basmatzian   | 0 - 5   | Stanislav Pozdniakov |
|       | Jason Dourakos      | 3 - 5   | Alexei Diatchenko    |
|       | Marios Basmatzian   | 3 - 5   | Serguei Charikov     |
|       | Constantine Manetas | 3 - 5   | Stanislav Pozdniakov |

| 11:15 | Itália            | 45 – 44 | Ucrânia             |
|       | Luigi Tarantino   | 5 - 1   | Vladislav Tretiak   |
|       | Gianpiero Pastore | 5 - 8   | Vladimir Kalujny    |
|       | Aldo Montano      | 5 - 4   | Vladimir Lukashenko |
|       | Gianpiero Pastore | 5 - 5   | Vladislav Tretiak   |
|       | Luigi Tarantino   | 5 - 3   | Vladimir Lukashenko |
|       | Aldo Montano      | 5 - 3   | Vladimir Kalujny    |
|       | Gianpiero Pastore | 5 - 9   | Vladimir Lukashenko |
|       | Aldo Montano      | 5 - 6   | Vladislav Tretiak   |
|       | Luigi Tarantino   | 5 - 5   | Vladimir Kalujny    |

| 11:15 | Hungria             | 37 – 31 | Estados Unidos |
|       | Domonkos Ferjancsik | 5 - 3   | Ivan Lee       |
|       | Balázs Lengyel      | 3 - 7   | Keeth Smart    |
|       | Zsolt Nemcsik       | 7 - 2   | Jason Rogers   |
|       | Balázs Lengyel      | 3 - 8   | Ivan Lee       |
|       | Domonkos Ferjancsik | 7 - 4   | Jason Rogers   |
|       | Zsolt Nemcsik       | 5 - 1   | Keeth Smart    |
|       | Balázs Lengyel      | 5 - 7   | Jason Rogers   |
|       | Zsolt Nemcsik       | 5 - 6   | Ivan Lee       |
|       | Domonkos Ferjancsik | 3 - 7   | Keeth Smart    |

| 11:15 | França        | 45 – 35 | China          |
|       | Damien Touya  | 5 - 3   | Zhou Hanming   |
|       | Gaël Touya    | 3 - 7   | Chen Feng      |
|       | Julien Pillet | 4 - 5   | Huang Yaojiang |
|       | Gaël Touya    | 7 - 5   | Zhou Hanming   |
|       | Damien Touya  | 3 - 5   | Huang Yaojiang |
|       | Julien Pillet | 8 - 4   | Chen Feng      |
|       | Gaël Touya    | 5 - 2   | Huang Yaojiang |
|       | Julien Pillet | 5 - 2   | Zhou Hanming   |
|       | Damien Touya  | 5 - 2   | Chen Feng      |

#### Semifinal
| 12:30 | Itália            | 45 – 42 | Rússia               |
|       | Luigi Tarantino   | 4 - 5   | Serguei Charikov     |
|       | Gianpiero Pastore | 3 - 5   | Stanislav Pozdniakov |
|       | Aldo Montano      | 4 - 5   | Alexey Yakimenko     |
|       | Gianpiero Pastore | 4 - 5   | Serguei Charikov     |
|       | Luigi Tarantino   | 8 - 5   | Alexey Yakimenko     |
|       | Aldo Montano      | 7 - 4   | Stanislav Pozdniakov |
|       | Gianpiero Pastore | 4 - 6   | Alexey Yakimenko     |
|       | Aldo Montano      | 5 - 5   | Serguei Charikov     |
|       | Luigi Tarantino   | 6 - 2   | Stanislav Pozdniakov |

| 12:30 | França        | 45 – 44 | Estados Unidos |
|       | Damien Touya  | 3 - 5   | Ivan Lee       |
|       | Gaël Touya    | 7 - 8   | Keeth Smart    |
|       | Julien Pillet | 4 - 7   | Jason Rogers   |
|       | Gaël Touya    | 6 - 2   | Ivan Lee       |
|       | Damien Touya  | 5 - 4   | Jason Rogers   |
|       | Julien Pillet | 5 - 8   | Keeth Smart    |
|       | Gaël Touya    | 5 - 3   | Jason Rogers   |
|       | Julien Pillet | 5 - 6   | Ivan Lee       |
|       | Damien Touya  | 5 - 6   | Keeth Smart    |

#### Classificação 5º-8º lugar
| 12:30 | Hungria             | 45 – 40 | China          |
|       | Zsolt Nemcsik       | 5 - 0   | Wang Jingzhi   |
|       | Kende Fodor         | 5 - 3   | Huang Yaojiang |
|       | Domonkos Ferjancsik | 4 - 12  | Chen Feng      |
|       | Kende Fodor         | 4 - 5   | Wang Jingzhi   |
|       | Zsolt Nemcsik       | 7 - 3   | Chen Feng      |
|       | Domonkos Ferjancsik | 5 - 6   | Huang Yaojiang |
|       | Kende Fodor         | 5 - 2   | Chen Feng      |
|       | Domonkos Ferjancsik | 5 - 3   | Wang Jingzhi   |
|       | Zsolt Nemcsik       | 5 - 6   | Huang Yaojiang |

| 12:30 | Grécia              | 39 – 45 | Ucrânia             |
|       | Constantine Manetas | 5 - 4   | Vladimir Lukashenko |
|       | Jason Dourakos      | 1 - 6   | Oleg Shturbabin     |
|       | Marios Basmatzian   | 3 - 5   | Vladimir Kalujny    |
|       | Jason Dourakos      | 4 - 5   | Vladimir Lukashenko |
|       | Constantine Manetas | 2 - 5   | Vladimir Kalujny    |
|       | Marios Basmatzian   | 4 - 5   | Oleg Shturbabin     |
|       | Jason Dourakos      | 5 - 5   | Vladimir Kalujny    |
|       | Marios Basmatzian   | 5 - 5   | Vladimir Lukashenko |
|       | Constantine Manetas | 10 - 5  | Oleg Shturbabin     |

Disputa pelo 7º lugar:
| 13:40 | Grécia              | 42 – 45 | China          |
|       | Constantine Manetas | 5 - 2   | Wang Jingzhi   |
|       | Dimitris Costakos   | 5 - 5   | Huang Yaojiang |
|       | Marios Basmatzian   | 4 - 8   | Chen Feng      |
|       | Dimitris Costakos   | 6 - 3   | Wang Jingzhi   |
|       | Constantine Manetas | 5 - 3   | Chen Feng      |
|       | Marios Basmatzian   | 4 - 9   | Huang Yaojiang |
|       | Dimitris Costakos   | 6 - 3   | Chen Feng      |
|       | Marios Basmatzian   | 5 - 5   | Wang Jingzhi   |
|       | Constantine Manetas | 2 - 7   | Huang Yaojiang |

Disputa pelo 5º lugar:
| 13:40 | Hungria             | 45 – 40 | Ucrânia             |
|       | Zsolt Nemcsik       | 5 - 4   | Oleg Shturbabin     |
|       | Kende Fodor         | 5 - 5   | Vladimir Kalujny    |
|       | Domonkos Ferjancsik | 5 - 3   | Vladimir Lukashenko |
|       | Kende Fodor         | 5 - 6   | Oleg Shturbabin     |
|       | Zsolt Nemcsik       | 5 - 4   | Vladimir Lukashenko |
|       | Domonkos Ferjancsik | 5 - 6   | Vladimir Kalujny    |
|       | Kende Fodor         | 5 - 6   | Vladimir Lukashenko |
|       | Domonkos Ferjancsik | 5 - 4   | Oleg Shturbabin     |
|       | Zsolt Nemcsik       | 5 - 2   | Vladimir Kalujny    |

#### Disputa pelo bronze
| 18:30 | Estados Unidos | 44 – 45 | Rússia               |
|       | Keeth Smart    | 5 - 3   | Serguei Charikov     |
|       | Jason Rogers   | 1 - 7   | Stanislav Pozdniakov |
|       | Ivan Lee       | 4 - 5   | Alexey Yakimenko     |
|       | Jason Rogers   | 10 - 4  | Serguei Charikov     |
|       | Keeth Smart    | 5 - 5   | Alexey Yakimenko     |
|       | Ivan Lee       | 5 - 5   | Stanislav Pozdniakov |
|       | Jason Rogers   | 5 - 4   | Alexey Yakimenko     |
|       | Ivan Lee       | 5 - 2   | Serguei Charikov     |
|       | Keeth Smart    | 4 - 10  | Stanislav Pozdniakov |

#### Final
| 19:40 | Itália            | 42 – 45 | França        |
|       | Luigi Tarantino   | 5 - 4   | Julien Pillet |
|       | Gianpiero Pastore | 5 - 3   | Damien Touya  |
|       | Aldo Montano      | 5 - 6   | Gaël Touya    |
|       | Gianpiero Pastore | 2 - 7   | Julien Pillet |
|       | Luigi Tarantino   | 1 - 5   | Gaël Touya    |
|       | Aldo Montano      | 11 - 5  | Damien Touya  |
|       | Gianpiero Pastore | 4 - 5   | Gaël Touya    |
|       | Aldo Montano      | 7 - 4   | Julien Pillet |
|       | Luigi Tarantino   | 2 - 6   | Damien Touya  |

## Quadro de medalhas da esgrima
| Pos. | País:              | Ouro | Prata | Bronze | Total: |
| 1    | ITA Itália         | 3    | 3     | 1      | 7      |
| 2    | FRA França         | 3    | 1     | 2      | 6      |
| 3    | HUN Hungria        | 1    | 2     | 0      | 3      |
| 4    | RUS Rússia         | 1    | 0     | 3      | 4      |
| 5    | USA Estados Unidos | 1    | 0     | 1      | 2      |
| 6    | SUI Suíça          | 1    | 0     | 0      | 1      |
| 7    | CHN China          | 0    | 2     | 0      | 2      |
| 8    | POL Polônia        | 0    | 0     | 1      | 1      |
| 8    | UKR Ucrânia        | 0    | 0     | 1      | 1      |